# Drake Hogestyn
Donald Drake Hogestyn, né le 29 septembre 1953 à Fort Wayne dans l'Indiana et mort le 28 septembre 2024 à Los Angeles (Californie), est un acteur américain.

## Biographie
Drake Hogestyn naît à Fort Wayne dans l'Indiana, où il obtient son diplôme de la North Side High School (en). Il fréquente l'université de Floride du Sud à Tampa grâce à une bourse de baseball, se spécialisant en pré-dentisterie. Il obtient un double diplôme en microbiologie et en sciences appliquées. Il a ensuite été sélectionné par deux organisations de baseball professionnel, les Cardinals de Saint-Louis et les Yankees de New York. Hogestyn signe avec les Yankees et joue au troisième but pour l'une de leurs équipes agricoles jusqu'à ce qu'il soit blessé en 1977.
Drake Hogestyn meurt le 28 septembre 2024, un jour avant son 71e anniversaire d'un cancer du pancréas.

## Filmographie
- 1982-1983 : Seven Brides for Seven Brothers (série TV) : Brian McFadden
- 1985 : Otherworld (série TV) : Kort, Leader of the Micro Workers
- 1985 : Generation (TV) : Jack Breed
- 1985 : Enquête à Beverly Hills (Beverly Hills Cowgirl Blues) (TV) : Rod
- 1992 : One Stormy Night (TV) : John Black
- 1993 : Night Sins (TV) : John Black
- 2000 : Days of Our Lives' 35th Anniversary (TV) : John Black
- 2008 : On ne vit qu'une fois (One Life to Live) (feuilleton TV) : John Black
- 1986-2009, 2011- ? : Des jours et des vies (Days of Our Lives) (feuilleton TV) : John Black
- 2020 : Coup de foudre dans l'allée des sapins (Christmas Tree Lane) de Steven R. Monroe (TV) : Benjamin Reilly